# Code Savary
L'édit du roi servant de règlement pour le commerce des négociants et marchands tant en gros qu'en détail, également connu sous le nom de Code Savary, du nom de son principal artisan, le commerçant Jacques Savary, est une ordonnance royale portant réglementation des matières commerciales, publiée en mars 1673, à l'initiative du contrôleur général Colbert.
Cette ordonnance de 122 articles codifie et clarifie la pratique commerciale médiévale du royaume, sans apporter aucun élément nouveau.